# Cielo che gol!
Cielo che gol! è stato un programma televisivo italiano di intrattenimento a tema sportivo in onda su Cielo dal 28 ottobre 2012 al 19 maggio 2013.

## Il programma
La trasmissione andava in onda alla domenica pomeriggio e alla domenica sera (edizione Night), quando giocava il campionato di Serie A. In occasione del turno prenatalizio del 22 dicembre 2012 e di quello prepasquale del 30 marzo 2013 la trasmissione fu anticipata al sabato così come le partite di calcio. Altre brevi edizioni, dedicate solo alle immagini salienti delle partite, andavano in onda il sabato sera per gli anticipi oppure il mercoledì in occasione dei turni infrasettimanali del massimo campionato di calcio. I conduttori erano Simona Ventura ed Alessandro Bonan.

### Storia
Il programma nacque grazie all'acquisizione da parte di Sky di un pacchetto di diritti televisivi in chiaro della Lega Serie A per il triennio dal 2012 al 2015. Esso consente la trasmissione delle immagini correlate in diretta dai campi di gioco (prima, durante e dopo le gare) e degli highlights in anteprima (dalle 18 alle 18:15 per le gare pomeridiane e dalle 22:50 alle 23:05 per quelle serali) con un quarto d'ora di anticipo rispetto alle altre reti in chiaro.

#### Cielo Gol
Il programma fu preceduto da una versione pilota, intitolata Cielo Gol - Il calcio prima di tutti, andata in onda dal 16 settembre al 27 ottobre 2012 con la conduzione del solo Alessandro Bonan. Dedicato esclusivamente alla cronaca sportiva (interviste, commenti, highlights e pre-gara), Cielo Gol andava in onda la domenica dalle 17:30 alle 18:35 e, a partire dal 23 settembre, anche dalle 22:50 alle 22:55 per i posticipi. Il segmento serale fu trasmesso in tre occasioni anche al sabato (29 settembre, 20 e 27 ottobre) per gli anticipi, nonché mercoledì 26 settembre in occasione del turno infrasettimanale (durando in questo caso dalle 22:50 alle 0:15 e riproponendo una seconda volta gli highlights dopo le 23:30). Coprì le giornate dalla terza all'ottava della Serie A 2012-2013, più gli anticipi della nona. Invece nelle prime due giornate (svoltesi interamente in orario serale) il programma non era ancora in onda in quanto non erano ancora stati acquisiti i diritti.

#### L'arrivo di Simona Ventura
Il 28 ottobre 2012 andò in onda la prima puntata di Cielo che gol!, in occasione della nona giornata della Serie A 2012-2013. Alla conduzione Bonan veniva affiancato da Simona Ventura, la quale era arrivata a Sky Italia un anno prima dopo aver condotto per anni su Rai 2 il programma Quelli che il calcio, al quale Cielo che gol! si richiamava inevitabilmente. Il nuovo programma andava in onda ogni domenica dalle 14 alle 18:35, più altre brevi edizioni dedicate esclusivamente agli highlights. A causa dei bassi ascolti, questa formula fu adottata fino alla puntata del 22 dicembre 2012, anticipata al sabato in occasione del turno prenatalizio di campionato. Il 6 gennaio 2013, in occasione del turno dell'Epifania (ripresa del campionato dopo la sosta ed ultima giornata del girone di andata), la trasmissione pomeridiana fu ridotta a circa un'ora e mezza (dalle 17 alle 18:35) e fu preceduta (dalle 14 alle 17) da una Satiribox Edition, ovvero il meglio delle puntate precedenti. In quell'occasione Cielo che gol! fu condotto per l'ultima volta dalla coppia Alessandro Bonan e Simona Ventura.

#### La retrocessione pomeridiana e l'edizione Night
Dal 13 gennaio 2013 l'edizione pomeridiana fu condotta dalla sola Simona Ventura. Fu confermata la riduzione a poco più di un'ora e mezza, ogni domenica dalle 17 alle 18:30. In questo modo terminava la concorrenza con Quelli che il calcio (mentre rimanevano quelle con Stadio Sprint e, parzialmente, 90º minuto). Parallelamente veniva proposta invece una nuova concorrenza con un'altra storica trasmissione di Rai 2, la Domenica Sportiva: infatti, sempre dal 13 gennaio, partì la rinnovata edizione serale, dedicata agli approfondimenti della giornata calcistica ed alle immagini in anteprima dei posticipi. Si intitolava Cielo che gol! - Night ed era condotta dal solo Alessandro Bonan. La prima puntata durò quasi tre ore (dalle 21:20 alle 23:55), ma già dalla seconda il programma fu posticipato alle 22:30 (rinunciando ancora una volta ai collegamenti live durante le gare) e ridotto a circa un'ora e mezza. Entrambe le edizioni mantennero la formula fino alla fine della stagione.

#### Altre edizioni
Una breve edizione serale andava in onda anche il sabato dalle 22:50 alle 23:00 per gli highlights degli anticipi. Il segmento del sabato sera andò in onda anche il 22 dicembre 2012 ed il 30 marzo 2013, ma in tali occasioni era dedicato al posticipo, in quanto si trattava dei turni prenatalizio e prepasquale anticipati al sabato.
L'edizione serale andò in onda anche in occasione dei turni infrasettimanali di mercoledì 31 ottobre 2012 e di mercoledì 8 maggio 2013. Cielo che gol! non andò mai in onda, invece, quando il campionato di calcio proponeva, occasionalmente, anticipi al venerdì o posticipi al lunedì o martedì, nonché nei turni infrasettimanali anticipi al martedì e posticipi al giovedì. In questi casi il canale rinunciava, quindi, ad esercitare il diritto all'anteprima degli hilites.
Dal 29 ottobre 2012 gli highlights di tutte le partite del weekend venivano riproposti ogni lunedì dalle 13:10 alle 13:30. Dal 14 gennaio 2013 la riproposizione degli higlights fu anticipata alle 7:30 del mattino del lunedì e del martedì.

### Struttura del programma e rubriche
La trasmissione alternava l'attualità calcistica ai momenti di intrattenimento, nonché agli spazi dedicati ad altre produzioni televisive di Sky Italia (come X Factor e Masterchef). Venivano proposti collegamenti in diretta con gli stadi per la cronaca e per le interviste del dopopartita. Il momento centrale della trasmissione erano gli highlites in anteprima delle gare di Serie A, proposti dalle 18 alle 18:15 e dalle 22:50 alle 23:05 attraverso spezzoni delle telecronache di Sky. Nell'edizione pomeridiana erano mostrati anche gli hilites del campionato inglese. Facevano parte del cast fisso in studio i giornalisti di Sky Vera Spadini e Valerio Spinella.

#### Intervista Flipper
Un ospite seduto al centro della scena veniva sottoposto ad una serie di veloci domande in modalità flipper. Partecipavano a questa intervista anche i conduttori del programma Simona Ventura e Alessandro Bonan.

#### CieloBook!
Veniva presentato un personaggio dello spettacolo o dello sport tramite un fantomatico profilo di Facebook.

#### Commissario Ventura
Vestita da investigatore, Simona sottoponeva domande taglienti ad un intervistato.

#### Sognando Caressa
Si trattava di un talent show di giovani cronisti sportivi. Il vincitore avrebbe potuto firmare un contratto con Sky per la stagione 2013-2014.

#### X Factor
Durante il periodo di messa in onda di X Factor, Max Novaresi conduceva lo spazio dedicato al talent di Sky Uno. Il 2 dicembre 2012 Novaresi fu sostituito da Diego e La Pina, speakers di Radio Deejay.

### Altre informazioni

#### Ospiti del programma domenicale
Cielo che gol! ha avuto spesso molti ospiti prestigiosi ed essi sono stati i seguenti:
| Puntata | Messa in onda    | Ospiti |
| ------- | ---------------- | --- |
| 1       | 28 ottobre 2012  | Francesca Michielin, Christian De Sica, Flavio Briatore, Michela Quattrociocche, Nicola Berti e Davide Fontolan |
| 2       | 4 novembre 2012  | Teo Teocoli, Massimo Boldi, Alessandro Borghese, Raf, Giuseppe Bergomi, Domenico Marocchino, Evaristo Beccalossi, Nicole Minetti, Wanda Nara e Akmè                                                                    |
| 3       | 11 novembre 2012 | Mara Venier, Alessandro Matri, Belén Rodríguez, Matilde Brandi, Elisabetta Ferracini, Cristina De Pin, Manuela Tosini, Giancarlo Marocchi, Abel Balbo, Hernán Crespo, Stadio, Alessandro Borghese e Alessandro Mahmoud |
| 4       | 18 novembre 2012 | Roberto Formigoni, I Fichi d'India (Bruno Arena e Massimiliano Cavallari), Alessandro Sallusti, Ellie Goulding, Le Donatella e Romina                                                                                  |
| 5       | 25 novembre 2012 | Sara Tommasi, Claudia Gerini, Paolo Genovese, Eugenio Franceschini, Eugenia Costantini, Club Dogo, Jendry e Nice |
| 6       | 2 dicembre 2012  | Robbie Williams, Max Tortora, Francesco Facchinetti, Maxi López, Frères Chaos e Power Francers |
| 7       | 9 dicembre 2012  | Mirco Bergamasco, Carlo Cracco, Bruno Barbieri, Joe Bastianich, Gene Gnocchi, Oscar Giannino, Emis Killa, Romina Falconi, Luca Tommasini, Daniele, Freres Chaos, Akmè, Alessandro Mahmoud, Le Donatella, Nice e Yendry |
| 8       | 16 dicembre 2012 | Alessandro Gassmann, Valentina Lodovini, Ilona Staller, Elio, Rocco Tanica, Billy Costacurta, Chiara Galiazzo, Ics, Davide, Cixi, Daniele e Nevruz                                                                     |
| 9       | 22 dicembre 2012 | Maurizio Crosetti, Gianpiero Perone, Paolo Pizzo, Massimo Boldi, Paolo Brosio, Finley, Giulia Bongiorno |

#### Ascolti del programma domenicale
Nella tabella qui sotto si trovano i dati auditel di Cielo che gol! ed essi sono stati, nelle varie puntate, i seguenti:
| Puntata          | I parte Cielo che gol - Primo tempo | I parte Cielo che gol - Primo tempo | II parte Cielo che gol | II parte Cielo che gol | III parte Cielo che gol - Supplementari | III parte Cielo che gol - Supplementari |               |
| Puntata          | Telespettatori                      | Share                               | Telespettatori         | Share                  | Telespettatori                          | Share                                   |               |
| ---------------- | ----------------------------------- | ----------------------------------- | ---------------------- | ---------------------- | --------------------------------------- | --------------------------------------- | ------------- |
| 28 ottobre 2012  | 185.000                             | 1,02%                               | (parte unica)          | (parte unica)          | (parte unica)                           | (parte unica)                           | (parte unica) |
| 4 novembre 2012  | 65.000                              | 0,31%                               | 211.000                | 1,20%                  | (non realizzata)                        | (non realizzata)                        |               |
| 11 novembre 2012 | 133.000                             | 0,67%                               | 191.000                | 1,07%                  | (non realizzata)                        | (non realizzata)                        |               |
| 18 novembre 2012 | 159.000                             | 0,85%                               | 232.000                | 1,35%                  | 167.000                                 | 0,90%                                   |               |
| 25 novembre 2012 | 158.000                             | 0,88%                               | 160.000                | 0,97%                  | 98.000                                  | 0,53%                                   |               |
| 2 dicembre 2012  | 127.000                             | 0,65%                               | 179.000                | 1,03%                  | (non realizzata)                        | (non realizzata)                        |               |
| 6 gennaio 2013   | 171.000                             | 1,04%                               |                        |                        |                                         |                                         |               |
| 13 gennaio 2013  | 179.000                             | 0,93%                               | 36.000                 | 0.15%                  |                                         |                                         |               |

#### Altri componenti del cast
Nel cast fisso di Cielo che gol!, oltre ai conduttori Alessandro Bonan e Simona Ventura, troviamo anche le Simona Ventura's girls Barbara Foria, Cristina De Pin e Vera Spadini.